# Stadion Lugovi
El Stadion Lugovi es un estadio de fútbol situado en la ciudad de Budva que se encuentra en el sur de Montenegro. En este estadio disputa sus partidos como local el FK Mogren que es el actual campeón de la Primera División de Montenegro. El estadio cuenta con una capacidad para 4000 espectadores y una superficie de 105 x 70 metros de césped natural. En la actualidad se está llevando a cabo un ambicioso proyecto consistente en la construcción de un nuevo estadio adecuado a la normativa UEFA con capacidad para 15 000 espectadores (lo que sobrepasaría la población de la ciudad) y un hotel integrado, si este plan se llevase a cabo el viejo estadio sería demolido.